# 哈鲁·库尔班·哈西尼
哈鲁·库尔班·哈西尼（波斯語：‎，1250年？月？日—1301年？月？日），库尔德斯坦人，波斯社会主义苏维埃共和国的军政部长，1921年向政府军投降。